# Ichijō Saneie
Ichijo Saneie (一条実家, [[[1250]] - 1314] Erro: {{japonês}}: texto da transliteração contém caractere não latino (pos 19) (ajuda)),  foi um nobre do período Kamakura da História do Japão.

## Vida
Este membro do Ramo Ichijō do Clã Fujiwara foi o segundo filho de Sanetsune.

## Carreira
Saneie serviu os seguintes imperadores: Kameyama (1265-1274);  Go-Uda (1274-1287); Fushimi (1287-1298)  Go-Fushimi (1298-1301);  Go-Nijō (1301-1308);  Hanazono (1308-1314).
Saneie ingressou na corte em 1 de julho de 1265 no governo do Imperador Kameyama como capitão da ala direita dos guardas do palácio  (右少将, ushōshō). Em 1 de fevereiro de 1266 foi nomeado Harima Gonmori (governador) em 1271 é transferido para ser Gonmori em Tamba. Em 3 de maio de 1273 Saneie foi promovido a Chūnagon.
Em 22 de dezembro de 1275 já no governo do Imperador Go-Uda, Saneie foi promovido a Dainagon.
Em 1306 no governo de Go-Nijō, Saneie foi promovido a Naidaijin e em 1307 se tornou Daijō Daijin até 1309.
Em 27 de janeiro de 1314 Saneie veio a falecer aos 64 anos de idade.
| Precedido por Tokudaiji Kimitaka | 57º Daijō Daijin (1307 -1309) | Sucedido por Ōinomikado Shinji |
| Precedido por Konoe Iehira       | 96º Naidaijin (1306 -1307)    | Sucedido por Nijō Michihira    |